# Warka
Warka (udtale: [ˈvarka] (Yiddish: ווארקע)   er en by der ligger i det østlige, centrale Polen, i den sydlige  centrale del af voivodskabet Masovien (Województwo mazowieckie) og har 12.003(2021) indbyggere og et areal på	2,67 km². Den er en del af powiatet (amt) Grójec. Warka ligger  på venstre bred af floden Pilica 60 km syd for Warszawa.

## Historien
Warka fik sit bycharter i 1321. En landsby kaldet Winiary, som i dag er en del af Warka, var Pulaskis-familiens landbosted, hvor general Casimir Pulaski tilbragte sin barndom og fødestedet for oberst Piotr Wysocki (10. september 1797). Warka er også kendt for sit berømte bryggeri (siden 1478).
Under UEFA Euro 2012 var Warka vært for det Kroatiens fodboldlandshold.

## Galleri
- Monument for Piotr Wysocki
- Sankt Nicholej kirke
- Warka øl